# Scelolophia ptyctographa
Scelolophia ptyctographa är en fjärilsart som beskrevs av Dyar 1913. Scelolophia ptyctographa ingår i släktet Scelolophia och familjen mätare. Inga underarter finns listade.